# استوک گیفورد
استوک گیفورد (به انگلیسی: Stoke Gifford) یک روستا و محله مدنی در بریتانیا است که در South Gloucestershire واقع شده‌است. استوک گیفورد ۱۵٬۴۹۴ نفر جمعیت دارد.